# John Sheehan
John Clark Sheehan (Battle Creek, 23 settembre 1915 – Key Biscayne, 21 marzo 1992) è stato un chimico statunitense.

PennicillinaV

Docente al MIT dal 1952, nel 1958 sintetizzò la penicillina V. Si deve inoltre a lui la sintesi dell'ampicillina.